# 세멜레

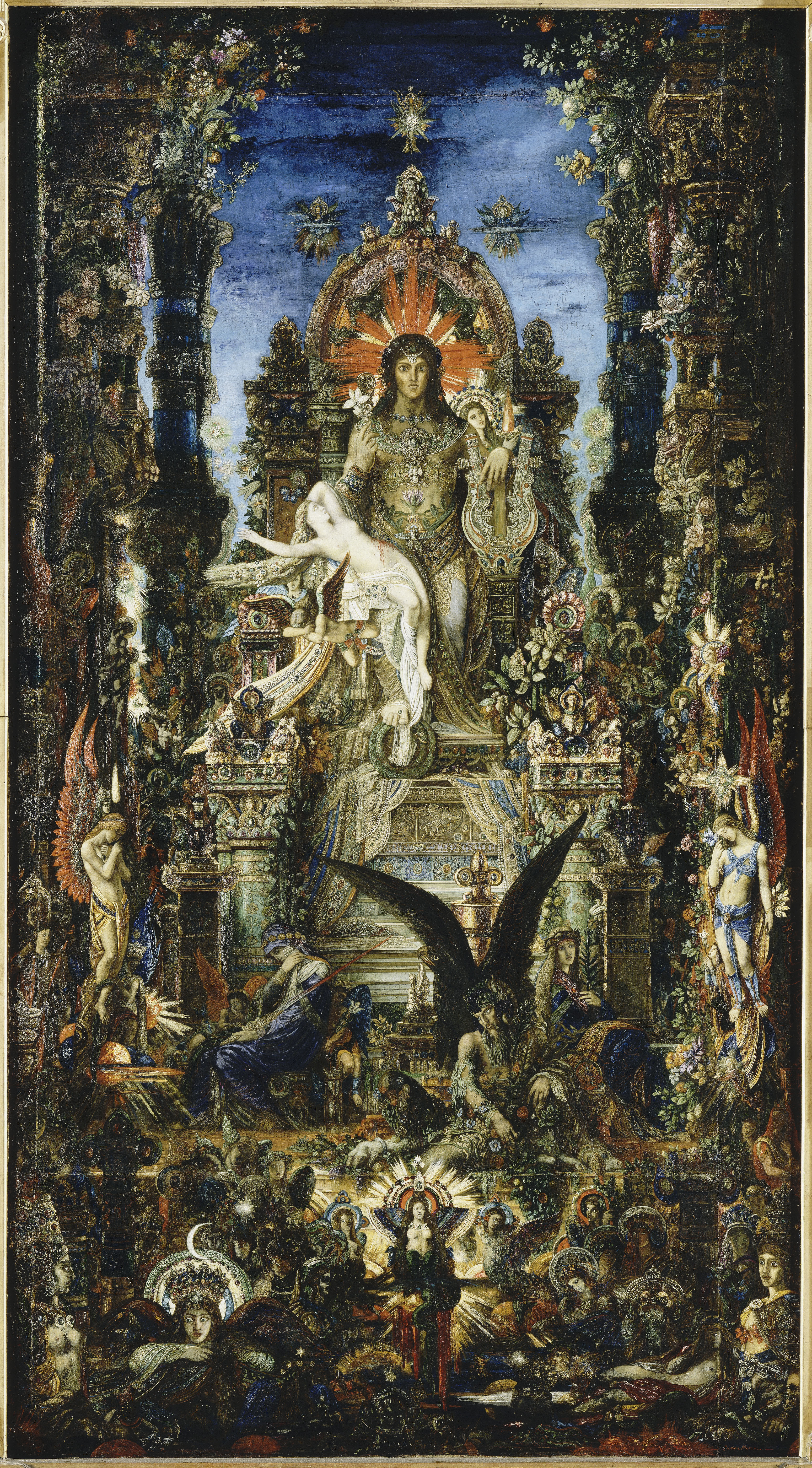
제우스와 세멜레.

세멜레(그리스어: Σεμέλη)는 그리스 신화의 등장 인물로, 티오네라고도 한다. 원래는 인간이였으나 죽은 뒤로 아들 덕에 여신으로 승격되었다.

## 전설
세멜레는 카드모스와 하르모니아의 딸로, 제우스의 사랑을 받아 아이를 배게 된다. 이를 눈치챈 제우스의 아내 헤라는 다른 여인으로 변장하여 그녀를 유혹하여, 세멜레는 제우스에게 정말로 그녀를 사랑한다면 원래의 모습을 보여 달라고 빌게 된다. 본래의 모습이 번개인 제우스를 인간인 세멜레가 보게 되면 번개를 맞아 죽을 수 있었지만, 원하는 소원 하나를 들어 주겠다고 스틱스 강의 맹세를 하게 된 제우스는 어쩔 수 없이 본모습을 보이고, 세멜레는 번개에 타 죽고 만다. 제우스는 그녀의 몸에서 태아를 꺼내어 자신의 넓적다리에 넣고 꿰맸는데, 이렇게 하여 태어난 아이가 디오니소스이다. 헤라의 꾀임에 넘어가서 죽었던 그녀는 후세에 다시 디오니소스가 지하세계 명부로 내려가서 하데스를 통해서 구출되어서 다시 생존하여 제우스가 그녀를 다시 죽지 못하게끔 여신으로 승격시켜서 티오네로 불리게 되었다. 그리고 그녀는 올림포스에서 거주하게 되었다.

## 같이 보기
- 가이아
- 데곰